# Lumphinnans
Lumphinnans è un piccolo villaggio del Fife, Scozia, Regno Unito, situato tra le città di Cowdenbeath e di Lochgelly.
Si tratta di una piccola comunità che si sviluppa in circa mezza dozzina di strade. Buona parte degli abitanti di Lumphinnans svolgono la propria attività lavorativa presso i centri limitrofi maggiori.